# Helene Marie Blixt
Helene Marie Blixt (kaldet Marie Mille) er en dansk erotisk danser og tidligere pornomodel. 

## Privat
Helene Marie Blixt er niece til Liselott Blixt, som er folketingsmedlem for Dansk Folkeparti. Hun var elev på Maribo Gymnasium indtil 2006, hvor hun tog studentereksamen fra skolen.
I 2012 blev hun gift med en kvinde, flyttede til Nordjylland og stiftede familie.

## Karriere
Blixt har danset striptease på natklubben Maxim Bar i Aalborg og deltaget i et par amatør-pornofilm, inden hun i 2006 fik et professionelt filmtilbud i Sverige. Siden har hun lavet blandt andet Danish Deluxe Farlige Fantasier. Da hun stoppede med at strippe og lave porno startede hun en karriere inden for andet sexarbejde.
I 2010 optrådte hun i en birolle i den danske film "Klovn - The Movie".
I 2014 udgav hun et debatindlæg i Politiken, hvor hun kritiserede forholdene i den danske prostitutionsbranche. 
I 2018 startede hun på sygeplejerskeuddannelsen og fik pludselig øje på, hvor svært danskerne i sundhedssektoren har ved at italesætte seksuelle problematikker. Hun udgav derfor en podcast i 2021, hvor hun fortalte hele sin biografiske baggrund, med strip, porno, prostitution og misbrug.
I 2022 arbejder hun på en podcast, hvor hun netop forsøger at tale om seksuelle deficits og udfylde generelle mangler i seksualundervisningen til både unge og personer med enten funktionsnedsættelse eller andre barrierer.

## Filmografi
- Danish Deluxe – Farlige fantasier
- Babes of Denmark vol. 1
- Don LP – Adventures in porn
- Sofies farlige Fantasier
- Danish Pornstars
- Girls like girls
- Klovn - The Movie